# راذان
| تسوگ راذان       | تسوگ راذان                        |
| ---------------- | --------------------------------- |
|                  |                                   |
| اطلاعات          |                                   |
| کشور :           | ایران ساسانی                      |
| کُستَگ (ایالت):    | خوروَران                           |
| سرزمین :         | سورستان                           |
| استان :          | شادپیروز                          |
| تسوگ (شهرستان) : | راذان                             |
| جای کنونی :      | جنوب خاوری بغداد، شمال استان واسط |
| تعداد آبادی :    | ۱۶                                |
| تعداد خرمن‌گاه :  | ۳۶۲                               |

راذان نام منطقه‌ای قدیمی و یکی از شهرستان‌های ایرانی در عراق ساسانی بود.
تَسوگ (شهرستان) راذان در استان شادپیروز قرار داشت و در خاور تیسفون بوده که اکنون یک روستا است.
راذان از حومه تیسفون تا رود بزرگ جوروان (نهروان) گسترده بوده‌است. شهرستان راذان را با قسمت شمال و خاور استان واسط (کوت) در تقسیمات کنونی عراق منطبق دانسته‌اند.
راذان در قدیم روستاهای بسیاری داشته و از دو قسمت راذان بالا و راذان پائین تشکیل شده‌بود.
رازان در زمان ساسانیان از توابع شهر به‌اردشیر بود و راذان بالا و راذان پائین دو تسوگ (شهرستان) در استان شادپیروز بودند. منابع گاه راذان را یک شهرستان و گاه دو شهرستان راذان بالا و پائین دانسته‌اند.
شهر به‌اردشیر یکی از هفت شهری بود که تیسفون را تشکیل می‌دادند.
آبادی مهم دیگر در جنوب به‌اردشیر زَریران نام داشت که بر سر راه کاروان‌رو مکه واقع بود.
دو تسوگ راذن بر روی هم ۱۶ روستا و ۳۶۲ خرمنگاه داشته‌اند و خراج آن‌ها ۴۸۰۰ کر گندم و ۴۸۰۰ کر جو و ۱۲۰ هزار درهم نقد بوده‌است.
در زمان اسلامی راذان را بر کرانهٔ رود نهروان، دارای محصولات نیکو و حقوق دیوانی آن را پنج تومان گفته‌اند. (نزهةالقلوب، مقالهٔ ۳، ص۴۱).
ابوعبدالله محمد بن حسن راذانی (درگذشتهٔ ۴۸۰ ق.) از پارسایان راذان بوده‌است.